# Eublemma khonoides
Eublemma khonoides là một loài bướm đêm trong họ Erebidae.